# Rivière Meadow
Pour les articles homonymes, voir Meadow.
La rivière Meadow coule dans la péninsule gaspésienne, dans la région administrative du Bas-Saint-Laurent, au Québec, au Canada. La rivière Meadow traverse les territoires non organisés de :
- Rivière-Vaseuse, dans la municipalité régionale de comté (MRC) de La Matapédia : canton de Jetté ;
- Ruisseau-Ferguson, dans la municipalité régionale de comté (MRC) de Avignon : canton de Roncevaux.

Ce cours d'eau coule en zone forestière vers le sud-est, puis vers le sud-ouest.
La rivière Meadow se déverse sur la rive est de la rivière Patapédia laquelle coule vers le sud-est, jusqu'à la rive ouest de la rivière Ristigouche. Cette dernière, à son tour, coule vers l'est jusqu'à la rive ouest de la Baie des Chaleurs laquelle s'ouvre vers l'est sur le Golfe du Saint-Laurent.
La partie supérieure de la rivière est desservie du côté nord par la route du 30 Milles, à partir de Saint-Zénon-du-Lac-Humqui et du côté sud-est par la route forestière venant de Saint-Jean-de-Matapédia.

## Géographie
La rivière Meadow prend sa source en zone forestière située dans le territoire non organisé du Lac-des-Eaux-Mortes, entre la limite nord de la Zec du Bas-Saint-Laurent et le Lac Mitis.
Cette source est située à :
- 5,1 km au nord-est du cours de la rivière Patapédia Est ;
- 0,7 km au nord de la confluence de la rivière Meadow ;
- 43,0 km au nord-ouest de la confluence de la rivière Patapédia ;
- 61,4 km au sud-est du littoral sud-est du golfe du Saint-Laurent.

La rivière Meadow coule sur 27,0 km généralement vers le sud-est, entièrement en territoire forestier. À partir de sa source, la rivière Meadow coule selon les segments suivants :
- 2,0 km vers le nord dans le canton de Jetté, jusqu'à un ruisseau (venant du nord-ouest) ;
- 4,6 km vers le sud-est, jusqu'à la limite du canton de Roncevaux ;
- 4,0 km vers le sud-est dans le canton de Roncevaux, jusqu'à un ruisseau (venant du nord) ;
- 1,5 km vers le sud, jusqu'à un ruisseau (venant de l'est) ;
- 2,9 km vers le sud, jusqu'à un ruisseau (venant du nord-ouest) ;
- 0,9 km vers le sud, jusqu'au ruisseau Meadow Sud-Est (venant de l'est) ;
- 5,0 km vers le sud, en formant une courbe vers l'ouest, jusqu'à un ruisseau (venant du nord-ouest) ;
- 3,2 km vers le sud, jusqu'à un ruisseau (venant de l'est) ;
- 2,9 km vers le sud-ouest, jusqu'à la confluence de la rivière[1].

La confluence de la rivière Meadow se déverse sur la rive est de la rivière Patapédia, à la limite est de la zec du Bas-Saint-Laurent et du territoire non organisé de Ruisseau-Ferguson. Cette confluence est située dans le canton de Roncevaux.
Cette confluence est située à :
- 6,1 km en aval de la confluence de la rivière Patapédia Est (venant nord) ;
- 5,5 km au nord de la limite du Nouveau-Brunswick ;
- 26,2 km au nord-ouest de la confluence de la rivière Patapédia.

## Toponymie
Le toponyme « rivière Meadow » a été officialisé le 5 décembre 1968 à la Commission de toponymie du Québec.